# جاك تورنر (عالم بيئة)
جاك تورنر (بالإنجليزية: Jack Turner)‏ هو عالم بيئة أمريكي، ولد في 1943.